# Tóth László (politikus, 1900–1964)
Idősebb Tóth László (Gyömöre, 1900. február 13. – Gyömöre, 1964. december 8.) gazdálkodó, a Demokrata Néppárt országgyűlési képviselője.

## Élete

### Gyermek- és ifjúkora
A bognármester és gazdálkodó Tóth Antal és Bognár Erzsébet gyermeke. Testvérei közül hatan érték meg a felnőttkort. Római katolikus vallásban nevelkedett.
A hat elemi osztályt szülőfalujában, a gyömörei katolikus népiskolában járta, ezt követően pedig elvégezte az ezüstkalászos gazdatanfolyamot. Az első világháborút követő időszakban, 1919-20-ban katonai szolgálatot teljesített, majd a családi birtokon gazdálkodott. Házasságkötése után önállósodott, és saját, 16 kat. hold földjén valamint bérelt területeken dolgozott. 1938-ban községi bíróvá választották. Már 1925-től tagja volt a helyi római katolikus egyházközségnek, 1945-től pedig elnöke lett.

### Politikai pályája
1945-ben belépett a Független Kisgazdapártba, és a helyi szervezet elnöke lett. Az 1945. november 4-i nemzetgyűlési választásokon a Győr és Moson megyei kerületben pótképviselő lett. 1947-ben Barankovics István győri beszédének (és feltehetően az FKGP balra tolódásának) hatására csatlakozott a Demokrata Néppárthoz. Az 1947. augusztus 31-i országgyűlési választásokon ismét a Győr és Moson megyei kerületben indult, ahonnan immáron bekerült az Országgyűlésbe.

### A diktatúra idején
Mandátumának lejárta után felhagyott a politizálással. 1950-ben közellátás veszélyeztetése vádjával két hónapos elzárást kapott a győri városi börtönben. Nem ítélték el, de még további másfél évig rendőri felügyelet alatt tartották.
Az 1956-os forradalom idején passzív maradt, a Demokrata Néppárt újjászervezési kísérletében nem vett részt, 1957-ben, a megtorlások idején mégis letartóztatták. Bántalmazták és 2 hónapra internálták. Ezt követően ismét rendőri felügyelet alá került fél évre. 1959-ben kényszerűen belépett a helyi termelőszövetkezetbe, kocsisként dolgozott. 1964-ben hunyt el.